# Lyssomanes nigrofimbriatus
Lyssomanes nigrofimbriatus är en spindelart som beskrevs av Cândido Firmino de Mello-Leitão 1941. 
Lyssomanes nigrofimbriatus ingår i släktet Lyssomanes och familjen hoppspindlar. Inga underarter finns listade i Catalogue of Life.